# Le Roi et la Figurante
Pour plus de détails, voir Fiche technique et Distribution.
Le Roi et la Figurante (The King and the Chorus Girl) est un film américain réalisé par Mervyn LeRoy, sorti en 1937.

## Synopsis
Alfred VII est un jeune et riche roi déchu en exil à Paris et qui s'ennuie monumentalement. Lorsqu'il se lie avec une chorus girl qu'il insulte accidentellement, après s'être assoupi, son indignation donne l'occasion à ses fidèles courtisans de le ramener à reprendre goût à la vie.

## Fiche technique
- Titre original The King and the Chorus Girl
- Réalisation : Mervyn LeRoy
- Scénario : Norman Krasna, Groucho Marx
- Photographie : Tony Gaudio
- Montage : Thomas Richards
- Musique : Werner R. Heymann
- Costumes : Orry-Kelly
- Société de production : Warner Bros.
- Durée : 94 minutes
- Dates de sortie : 
  - États-Unis : 27 mars 1937
  - France: 28 mai 1937

## Distribution
- Fernand Gravey : Alfred Bruger VII
- Joan Blondell : Miss Dorothy Ellis
- Edward Everett Horton : Comte Humbert Evel Bruger
- Alan Mowbray : Donald Taylor
- Mary Nash : Duchesse Anna of Elberfield
- Jane Wyman : Babette Latour
- Luis Alberni : Gaston
- Kenny Baker : soliste Folies Bergère